# Mónica Meroño Fernández
Mónica Meroño Fernández (San Pedro del Pinatar, 28 de marzo de 1972) es una política de España. Miembro del Partido Popular, ha sido diputada en la Asamblea Regional de Murcia desde 2015. Anteriormente había sido concejala y teniente de alcalde en su municipio. Es graduada en Turismo y técnico superior de Administración y Finanzas.